# Ocellularia verrucosa
Ocellularia verrucosa är en lavart som först beskrevs av Antoine Laurent Apollinaire Fée och som fick sitt nu gällande namn av Mason Ellsworth Hale 1978. 
Ocellularia verrucosa ingår i släktet Ocellularia och familjen Thelotremataceae. Inga underarter finns listade i Catalogue of Life.